# Levriero

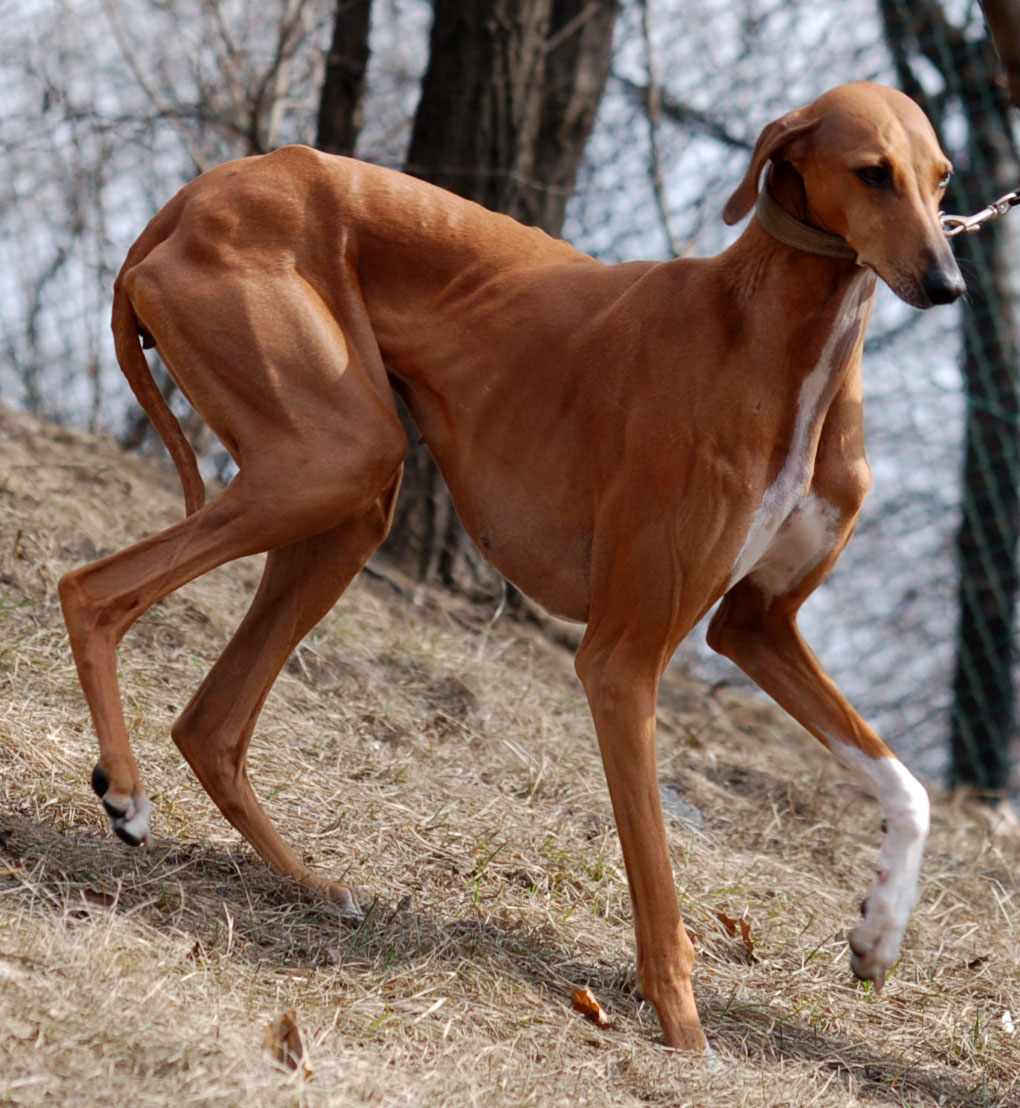
Esemplare di Levriero del Mali (Azawakh)

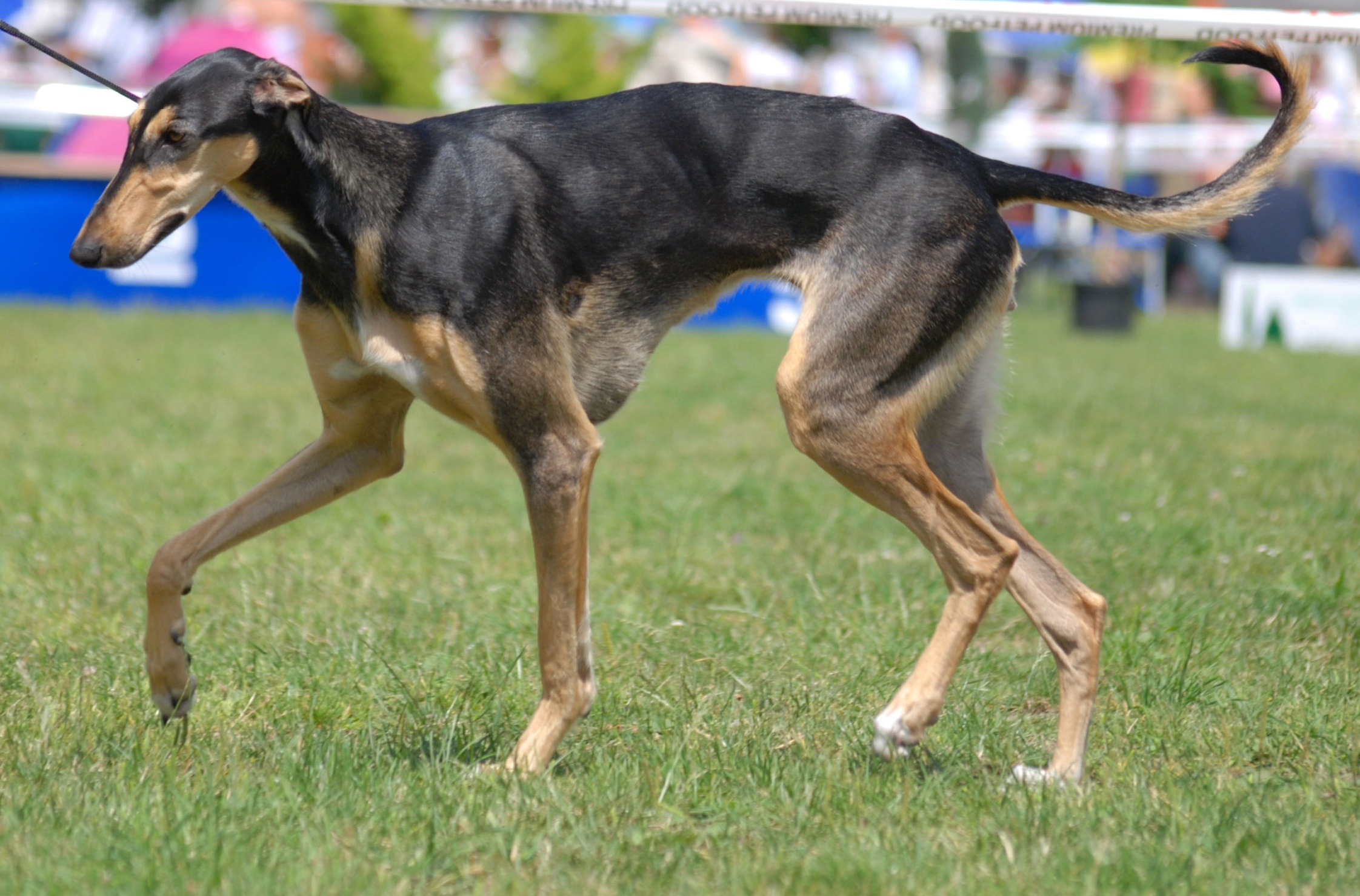
Esemplare di Levriero polacco (Chart Polski)

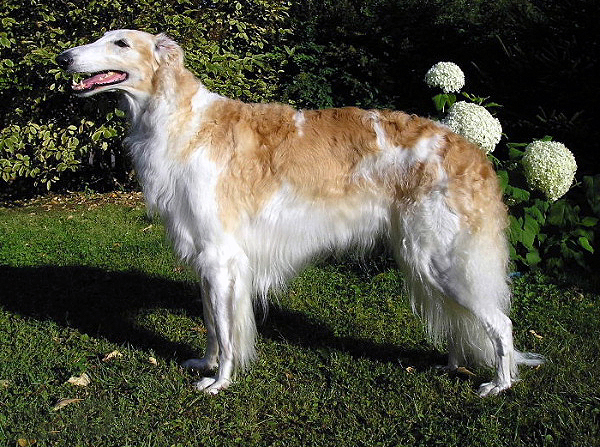
Esemplare di Levriero russo (Borzoi)

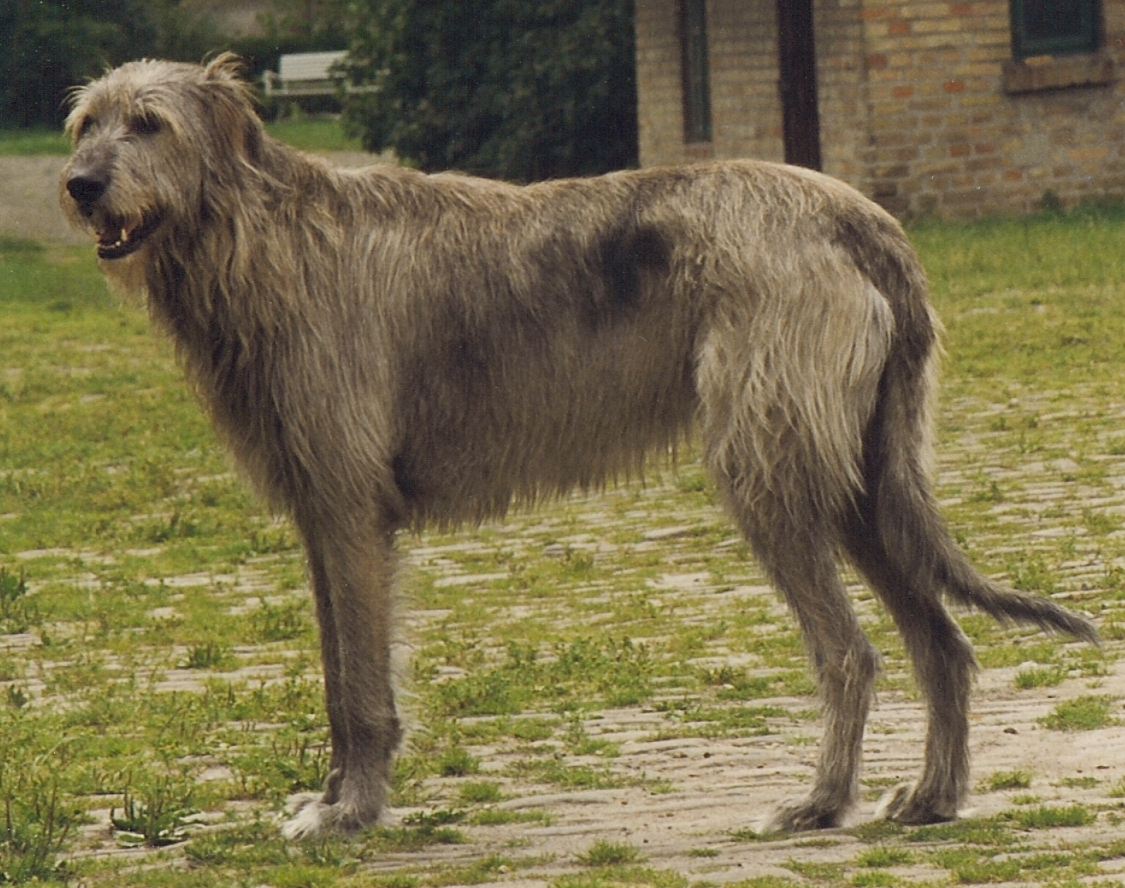
Esemplare di Levriero irlandese (Irish Wolfhound)

Il termine levriero designa una famiglia di razze canine fra le più antiche e diffuse in tutti i continenti. Anche se nel mondo moderno (anche tra i cinofili) vengono per lo più associati al mondo delle corse di cani, e spesso adottati come aristocratici cani da compagnia, essi sono stati essenzialmente selezionati come cani da caccia.

## Storia
Le origini del levriero sono da ricercarsi nelle radici stesse delle civiltà, quella del cane inseguitore, che accompagna gli uomini e li aiuta nella caccia raggiungendo e uccidendo di norma la preda aspettando l'arrivo dei cacciatori. Il nome deriva infatti da leporarius cioè cane adatto a cacciare le lepri. Questa attività è stata senz'altro una delle prime forme di specializzazione che hanno dato origine alle diverse razze canine. Le forme più antiche sono probabilmente quelle che ritroviamo rappresentate già molte migliaia di anni fa, ai tempi dell'antico Egitto, e pressoché invariate in alcune razze odierne come il cane dei faraoni, il podenco ibicenco e il cirneco dell'Etna. Da questi primitivi cacciatori, un breve passo portò ad una specializzazione ulteriore che diede origine ai levrieri mediorientali (Saluki) e a quelli nordafricani (Sloughi e Azawakh).
La diffusione nei diversi continenti portò i levrieri ad adattarsi ai diversi climi (si pensi al folto mantello del levriero afgano), e alle diverse prede (i "cacciatori di lupi" per eccellenza sono il grande borzoi russo, e soprattutto il gigantesco irish wolfhound, il cane più alto del mondo).
L'impiego nei cinodromi affinò ulteriormente la selezione in funzione della velocità pura; nacquero così razze iperspecializzate, come il whippet e il greyhound (il cane più veloce, in grado di superare i 70 km/h). La taglia inferiore del Whippet oltre a conferirgli un migliore scatto, diminuisce i costi di gestione rendendo accessibili le corse anche ai ceti meno abbienti.

## Caratteristiche
Ciò che caratterizza i levrieri è la testa piccola quanto una coppa di champagne e il fisico snello ed atletico, per lo più di taglia medio-grande, una conformazione sviluppata per ottenere i migliori risultati con il loro particolarissimo stile di caccia: l'inseguimento della preda a vista: essi infatti, cercano la preda con gli occhi, ed in misura minore con le orecchie, a differenza di altre razze che seguono le piste (segugi), o cercano direttamente l'odore del selvatico, segnalandone la presenza al cacciatore con la tipica posizione di punta (cani da ferma).

## Carattere
Il levriero è molto tranquillo e controllato. Basta lasciarlo libero di correre una volta al giorno per avere accanto a sé un compagno gentile e rispettoso. Quasi tutte le razze di levrieri soffrono la solitudine, ad eccezione del Levriero del Mali, che può stare da solo qualche ora (senza esagerare).

## Principali razze di levrieri

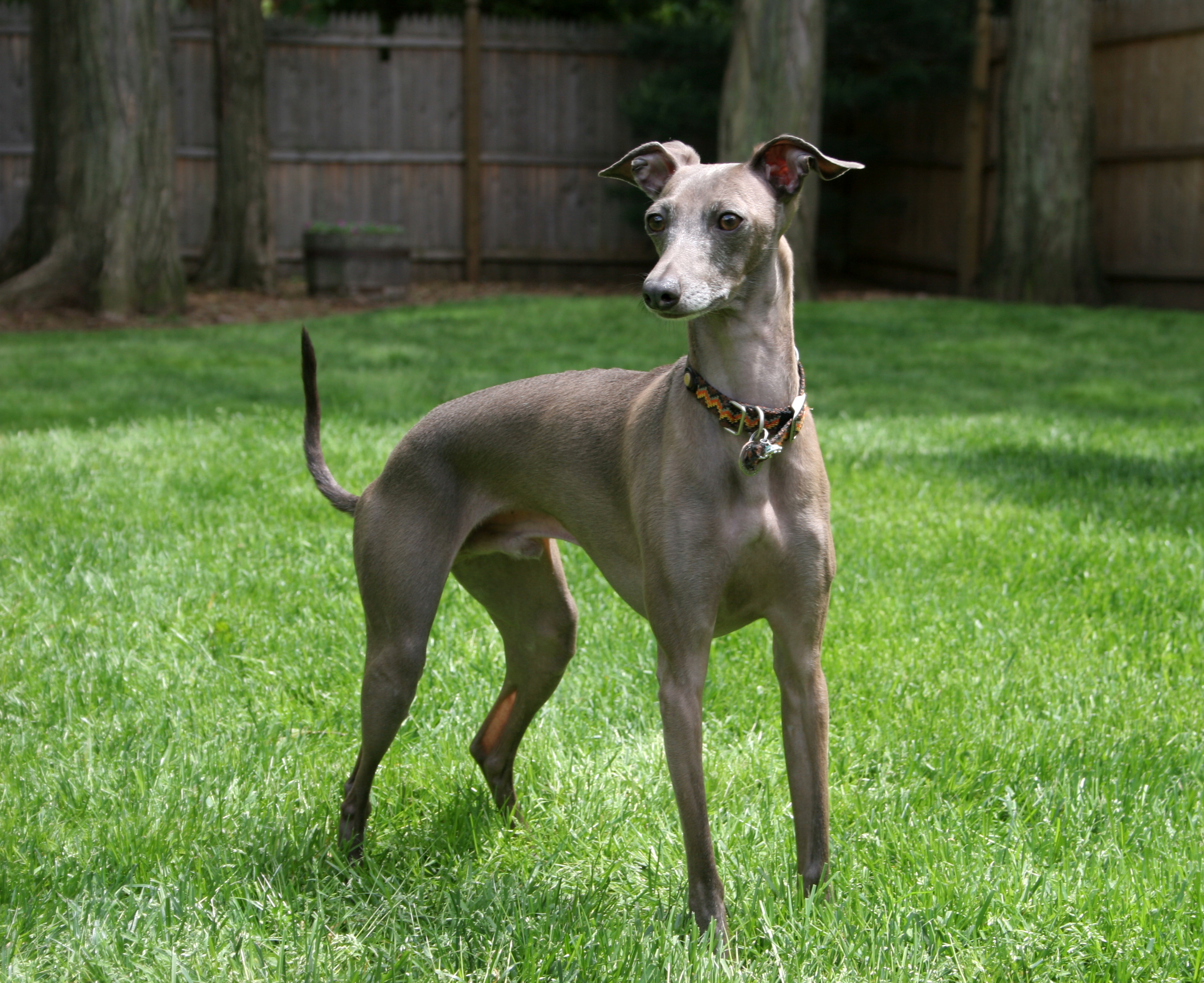
esemplare di Piccolo Levriero Italiano

Il numero riportato accanto al nome corrisponde allo standard approvato dalla FCI.
- Levriero afgano 228
- Levriero arabo, (Sloughi) 188
- Levriero del Mali, vedi Azawakh 307
- Levriero della steppa detto anche Hortaya Borzaya o Chortaj
- Levriero inglese, vedi Greyhound 158 oppure Whippet 162
- Levriero irlandese, detto anche Irish wolfhound 160
- Levriero italiano, vedi Piccolo levriero italiano 200
- Levriero persiano, vedi Saluki 269
- Levriero polacco, vedi Chart Polski 333
- Levriero russo, vedi Borzoi 193
- Levriero scozzese, vedi Deerhound 164
- Levriero spagnolo, vedi Galgo español 285
- Levriero ungherese, vedi Magyar Agar 240
- Levriero indiano, vedi Kaikadi
- Levriero kazako, vedi tazy